# 安西幸輝
安西 幸輝（あんざい こうき、1995年5月31日 - ）は、兵庫県生まれ、埼玉県川口市出身のプロサッカー選手。Jリーグ・鹿島アントラーズ所属。ポジションはディフェンダー（サイドバック）、ミッドフィールダー（サイドハーフ）。元日本代表。

## 来歴

### クラブ
埼玉県川口市出身。ヴェルディに所属する前は地元クラブの戸塚フットボールクラブジュニアでサッカーをスタートする途中からヴェルディのジュニアに所属していたが、中学3年の頃には高校サッカーへの転向を考えていた。当時ヴェルディユースの監督をしていた都並敏史は安西の才能を高く評価しており、両親を説得して彼をユースに留まらせた。
2014年はルーキーながら開幕から右サイドバックのスタメンに定着している。同年オフにはウエストハムへの練習参加を行った。2017年になるとウイングでも起用され、好クロスを配給した。
2018年より鹿島アントラーズに完全移籍で加入。2月25日、開幕戦の清水エスパルス戦でJ1リーグ初先発を果たした。8月11日、第17節の柏レイソル戦で決めた得点がベストゴール賞に選出された。
2019年7月9日、プリメイラ・リーガ（ポルトガル1部リーグ）のポルティモネンセSCへ完全移籍する事を発表した。8月9日、開幕戦のCFベレネンセス戦でポルトガルデビューを果たした。9月15日、第5節のFCポルト戦で移籍後初ゴールを決めた。
2021年7月19日、完全移籍で2年ぶりに鹿島アントラーズに復帰。背番号は内田篤人がつけていた「2」となる。

### 代表
2019年3月14日、キリンチャレンジカップ2019に臨むサッカー日本代表メンバーに初選出され、3月22日のコロンビア戦で89分から出場し、日本代表デビューを果たした。

## プレースタイル
スピードあるドリブル突破、クロスが持ち味の選手。果敢にオーバーラップをする攻撃的なサイドバックである。両サイドをこなすことができる。

## エピソード・人物
- 2024年J1最終節、12月8日に茨城県立カシマサッカースタジアムにて行われたFC町田ゼルビア戦にて後半途中出場の徳田誉が町田のミッチェル・デュークに足をかけられ倒され乱闘となった。その際、乱闘を撮りに行ったカメラの前に安西が映り込み、乱闘の外でポツリと立つ格好となり、カメラ目線で2度水を飲んだ[10]。
- 2024年、Jリーグアウォーズでフェアプレー賞を受賞した。インタービューで「フェアプレー賞の受賞初めてなんですけど、お父さんとお母さんが、人を傷つけてはいけない、人をバカにしてはいけない、と言われて僕は育ちました。小さい頃から、この賞を取るためだけにサッカー選手を始めたので、サッカー選手になってこれを取ったことがもう本当に唯一の誇りだと思います。お父さんお母さんありがとう。アイ・ラブ・マミー、アイ・ラブ・ダディー、サンキュー」とスピーチした[11]。
- シーズン前にDAZNで配信される「やべっちスタジアム」で、劇団鹿島と称され自ら脚本・演出を行い、桃太郎役を熱演した[12]。

## 所属クラブ
- 2002年 - 2004年 戸塚FC（川口市立戸塚東小学校）
- 2005年 - 2007年 東京ヴェルディジュニア（川口市立戸塚東小学校）
- 2008年 - 2010年 東京ヴェルディジュニアユース（川口市立戸塚中学校）
- 2011年 - 2013年 東京ヴェルディユース（日出高等学校）
- 2014年 - 2017年  東京ヴェルディ1969
  - 2015年   Jリーグ・アンダー22選抜
- 2018年 - 2019年9月  鹿島アントラーズ
- 2019年9月 - 2021年7月  ポルティモネンセSC
- 2021年7月 -  鹿島アントラーズ

## 個人成績
| 国内大会個人成績 | 国内大会個人成績 | 国内大会個人成績 | 国内大会個人成績 | 国内大会個人成績 | 国内大会個人成績 | 国内大会個人成績 | 国内大会個人成績 | 国内大会個人成績 | 国内大会個人成績 | 国内大会個人成績 | 国内大会個人成績 |
| 年度             | クラブ           | 背番号           | リーグ           | リーグ戦         | リーグ戦         | リーグ杯         | リーグ杯         | オープン杯       | オープン杯       | 期間通算         | 期間通算         |
| 年度             | クラブ           | 背番号           | リーグ           | 出場             | 得点             | 出場             | 得点             | 出場             | 得点             | 出場             | 得点             |
| 日本             | 日本             | 日本             | 日本             | リーグ戦         | リーグ戦         | リーグ杯         | リーグ杯         | 天皇杯           | 天皇杯           | 期間通算         | 期間通算         |
| ---------------- | ---------------- | ---------------- | ---------------- | ---------------- | ---------------- | ---------------- | ---------------- | ---------------- | ---------------- | ---------------- | ---------------- |
| 2014             | 東京V            | 34               | J2               | 41               | 2                | -                | -                | 1                | 0                | 42               | 2                |
| 2015             | 東京V            | 2                | J2               | 35               | 1                | -                | -                | 0                | 0                | 35               | 1                |
| 2016             | 東京V            | 2                | J2               | 34               | 0                | -                | -                | 1                | 0                | 35               | 0                |
| 2017             | 東京V            | 2                | J2               | 40               | 3                | -                | -                | 0                | 0                | 40               | 3                |
| 2018             | 鹿島             | 32               | J1               | 28               | 3                | 4                | 0                | 5                | 0                | 37               | 3                |
| 2019             | 鹿島             | 22               | J1               | 15               | 3                | -                | -                | 0                | 0                | 15               | 3                |
| ポルトガル       | ポルトガル       | ポルトガル       | ポルトガル       | リーグ戦         | リーグ戦         | リーグ杯         | リーグ杯         | ポルトガル杯     | ポルトガル杯     | 期間通算         | 期間通算         |
| 2019-20          | ポルティモネンセ | 22               | プリメイラ       | 23               | 1                | 4                | 0                | 1                | 0                | 27               | 1                |
| 2020-21          | ポルティモネンセ | 22               | プリメイラ       | 31               | 0                | 0                | 0                | 1                | 0                | 32               | 0                |
| 日本             | 日本             | 日本             | 日本             | リーグ戦         | リーグ戦         | リーグ杯         | リーグ杯         | 天皇杯           | 天皇杯           | 期間通算         | 期間通算         |
| 2021             | 鹿島             | 2                | J1               | 16               | 0                | 2                | 0                | 2                | 0                | 20               | 0                |
| 2022             | 鹿島             | 2                | J1               | 33               | 0                | 8                | 0                | 4                | 0                | 45               | 0                |
| 2023             | 鹿島             | 2                | J1               | 31               | 0                | 7                | 0                | 1                | 0                | 39               | 0                |
| 2024             | 鹿島             | 2                | J1               | 38               | 1                | 2                | 1                | 3                | 0                | 43               | 2                |
| 通算             | 日本             | 日本             | J1               | 161              | 7                | 23               | 1                | 15               | 0                | 198              | 8                |
| 通算             | 日本             | 日本             | J2               | 150              | 6                | -                | -                | 2                | 0                | 152              | 6                |
| 通算             | ポルトガル       | ポルトガル       | プリメイラ       | 54               | 1                | 4                | 0                | 2                | 0                | 60               | 1                |
| 総通算           | 総通算           | 総通算           | 総通算           | 365              | 14               | 27               | 1                | 19               | 0                | 411              | 15               |

その他の公式戦
- 2017年
  - J1昇格プレーオフ 1試合0得点

| 国際大会個人成績 | 国際大会個人成績 | 国際大会個人成績 | 国際大会個人成績 | 国際大会個人成績 | FIFA      | FIFA      |
| 年度             | クラブ           | 背番号           | 出場             | 得点             | 出場      | 得点      |
| AFC              | AFC              | AFC              | ACL              | ACL              | クラブW杯 | クラブW杯 |
| ---------------- | ---------------- | ---------------- | ---------------- | ---------------- | --------- | --------- |
| 2018             | 鹿島             | 32               | 10               | 0                | 3         | 0         |
| 2019             | 鹿島             | 22               | 7                | 0                | -         | -         |
| 通算             | AFC              | AFC              | 17               | 0                | 3         | 0         |

その他の国際公式戦
- 2019年
  - AFCチャンピオンズリーグ・プレーオフ 1試合0得点

出場歴
- 2013年はユース所属
- Jリーグ初出場 - 2014年3月2日 J2 第1節 対松本山雅FC戦（味の素スタジアム）
- 初得点 - 2014年5月6日 J2 第12節 対カマタマーレ讃岐戦（香川県立丸亀競技場）

## タイトル

### クラブ
東京ヴェルディジュニア
- 全日本少年サッカー大会（2007年）
- ダノンネーションズカップ in JAPAN（2007年）
- チビリンピック（2007年）
- バーモントカップ（2007年）

東京ヴェルディユース
- 日本クラブユースサッカー選手権 (U-18)大会（2011年）
- 高円宮杯U-18サッカーリーグ プレミアリーグEAST（2012年）

鹿島アントラーズ
- AFCチャンピオンズリーグ：1回（2018年）

### 個人
- Jリーグ月間ベストゴール：1回（2018年7月）
- Jリーグフェアプレー個人賞：1回（2024年）[13]

## 代表歴

### 出場大会
- U-19日本代表（2014年）
- 日本代表
  - キリンチャレンジカップ（2019年）

### 試合数
- 国際Aマッチ 5試合 0得点（2019年 - 2020年）

| 日本代表 | 国際Aマッチ | 国際Aマッチ |
| 年       | 出場        | 得点        |
| -------- | ----------- | ----------- |
| 2019     | 4           | 0           |
| 2020     | 1           | 0           |
| 通算     | 5           | 0           |

### 出場
| No. | 開催日         | 開催都市   | スタジアム                       | 対戦国     | 結果 | 監督   | 大会                                                             |
| --- | -------------- | ---------- | -------------------------------- | ---------- | ---- | ------ | ---------------------------------------------------------------- |
| 1.  | 2019年3月22日  | 横浜       | 日産スタジアム                   | コロンビア | ●0-1 | 森保一 | キリンチャレンジカップ2019                                       |
| 2.  | 2019年3月26日  | 神戸       | ノエビアスタジアム神戸           | ボリビア   | ○1-0 | 森保一 | キリンチャレンジカップ2019                                       |
| 3.  | 2019年9月5日   | 鹿嶋       | 茨城県立カシマサッカースタジアム | パラグアイ | ○2-0 | 森保一 | キリンチャレンジカップ2019                                       |
| 4.  | 2019年10月10日 | さいたま   | 埼玉スタジアム2002               | モンゴル   | ○6-0 | 森保一 | 2022 FIFAワールドカップ・アジア2次予選兼 AFCアジアカップ2023予選 |
| 5.  | 2020年10月9日  | ユトレヒト | スタディオン・ハルヘンワールト   | カメルーン | △0-0 | 森保一 | 国際親善試合                                                     |